# 暗棋
暗棋，又稱半棋、翻棋、翻翻棋、盲棋，是種有隱藏訊息的中國象棋變體。

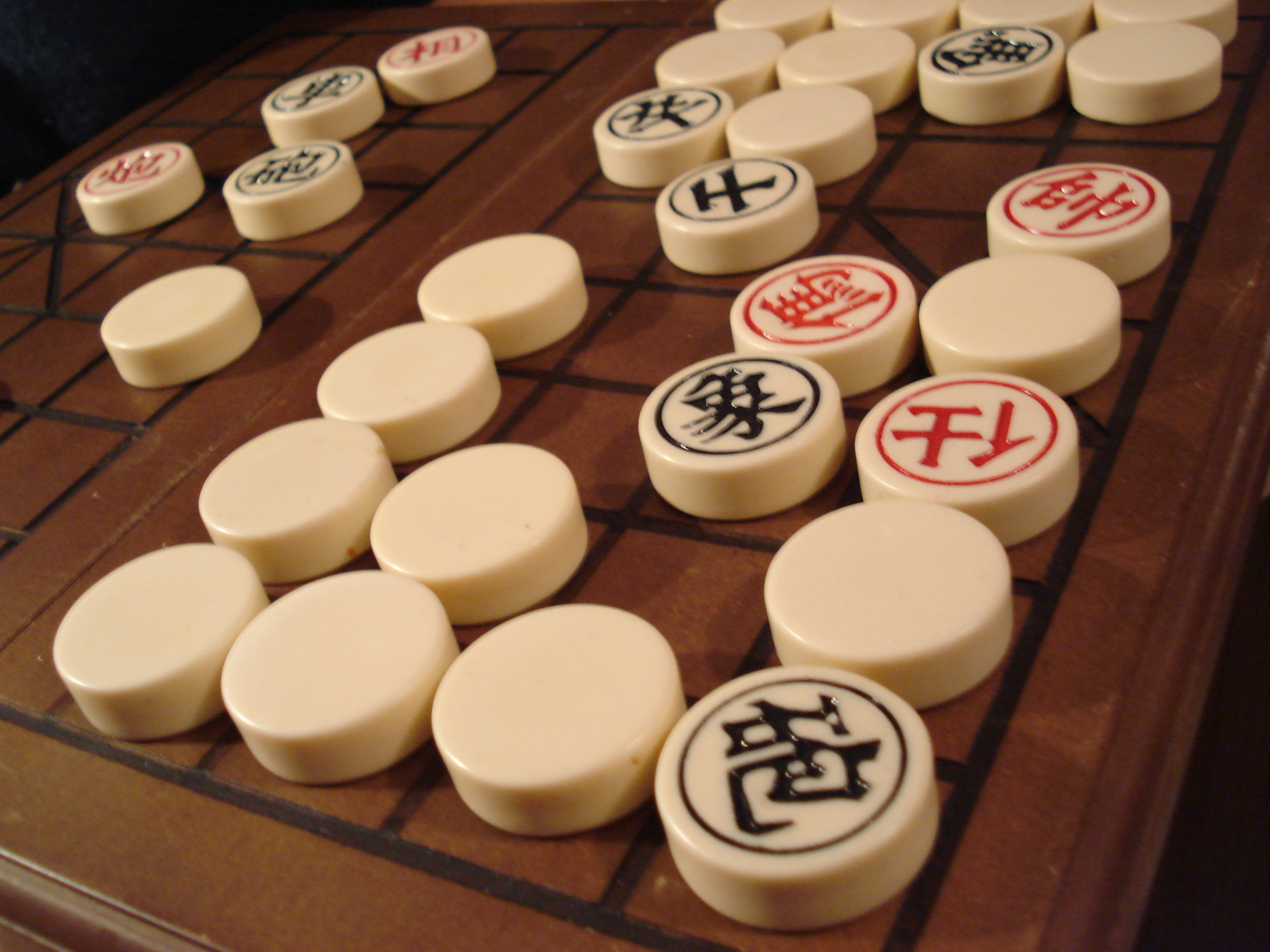
暗棋

## 歷史
類似的遊戲有暗獸棋與洋片的中国象棋游戏牌。
暗棋在中華人民共和國建國後開始流行，文革時已很盛行，與台灣暗棋差別在於大小順序不同，且台灣暗棋的「炮（包、砲）」具特別吃法，現在已多用台灣的下法。

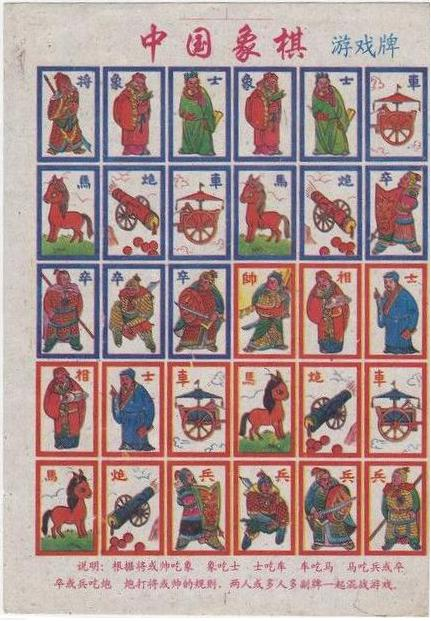
中国象棋游戏牌

## 棋具
- 棋盤為 4*8 方格, 即單取傳統楚河漢界棋盤的半邊為用。
- 棋子為傳統中國象棋的棋子，唯必須僅正面有華文漢字，而反面則應無字且外觀一致以免作弊。

## 規則
- 初始布置為棋子反面朝上隨機布置於棋格。反面朝上的棋子称为暗棋，正面朝上稱為「明」棋。
- 兩人遊戲，每方回合需選擇以下兩種行動之一：
  - 將一枚暗棋翻成明棋。先行方第一著翻出棋子的顏色，該色成為他的本方棋子；反之為敵方。
  - 繼序輪流翻棋或移行, 移行應朝縱或橫向移動, 每著只能移動一枚本方棋至鄰邊格, 當移至空格或剋除（吃）低等或同等的敵方明棋。
- 以消滅所有敵棋為勝，若是僵持不下則和局（一般為連續50步沒有翻子或吃子，則和局，也可以連續動同隻棋到和局，類似西洋棋的50步規則）但是到最後只剩餘三隻棋則看每方棋子的等級總和[4][5]。

| 等級 | 棋子名稱 |
| ---- | -------- |
| 7    |          |
| 6    |          |
| 5    |          |
| 4    |          |
| 3    |          |
| 2    |          |
| 1    |          |

## 台灣暗棋

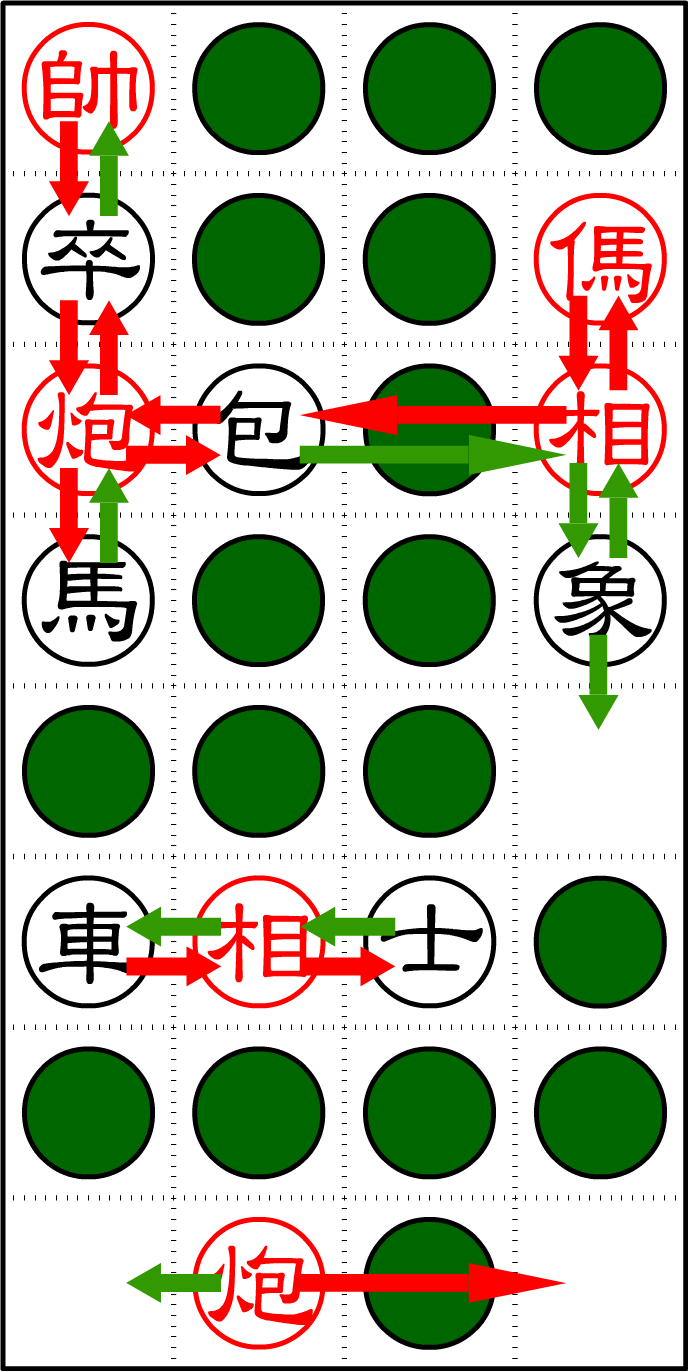
移動、吃子示意圖

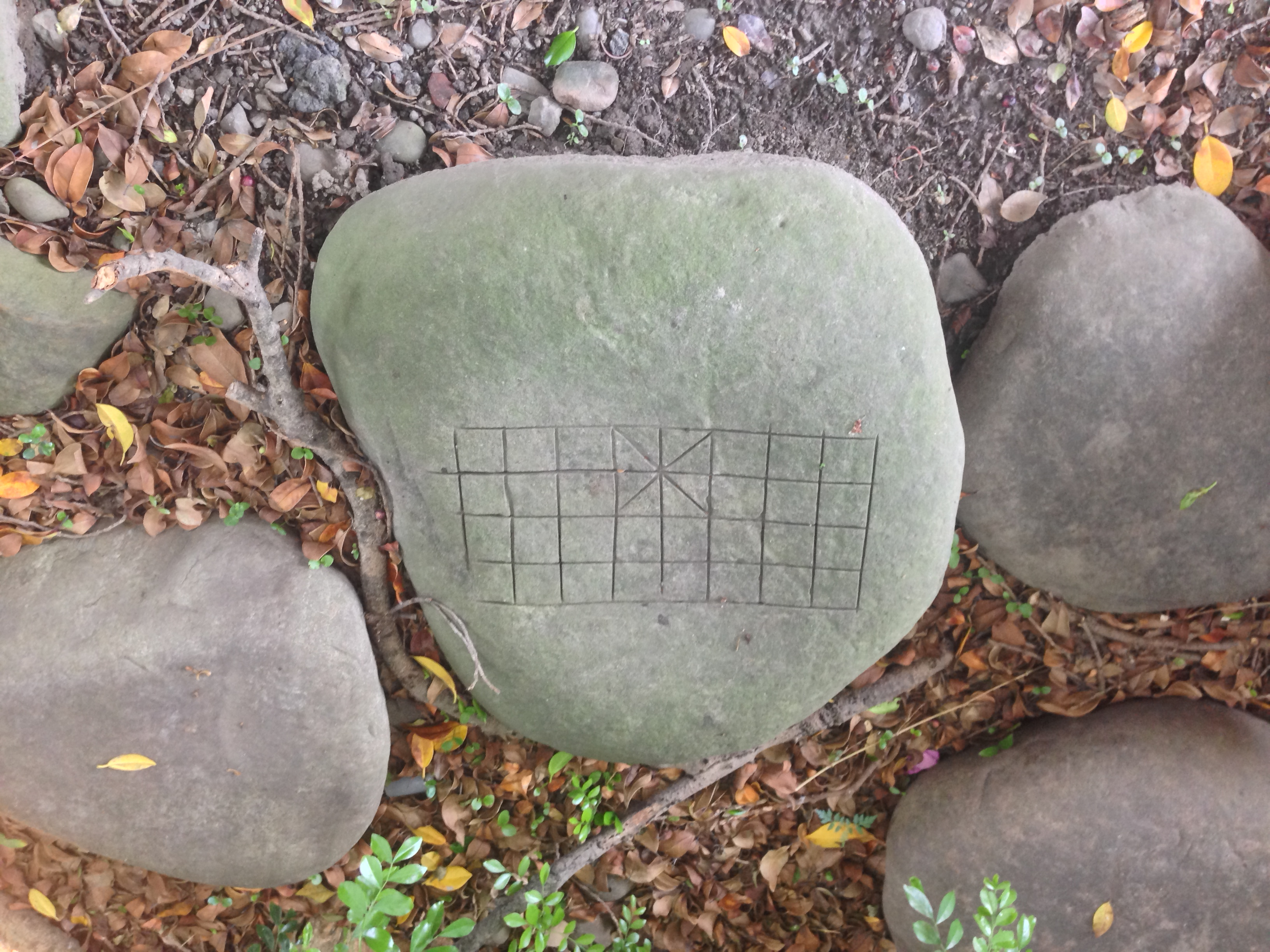
十三甲伯公廟台灣暗棋棋盤

台灣暗棋，俗稱小盤（傳統玩法稱大盤），原則上每個子只能吃同等級（互吃）或較低等級的子（將／帥是等级最高的棋子，可以吃除兵／卒以外的任何棋子；士／仕可以吃除將／帥以外的任何棋子；象／相可以吃除士／仕、将／帅以外的棋子；车可以吃除象／相、士／仕、将／帅以外的棋子；马可以吃兵／卒、砲〔包〕／炮），但有幾個例外：「砲〔包〕／炮」不能直接吃子，但能將一個棋子當作炮台，跳過炮台（翻山）吃掉對手的一個棋子，且不受階級限制；將／帥不可吃兵／卒，而兵／卒可吃將／帥，又因是等级最低的棋子，故不可吃砲〔包〕／炮。（如右圖，綠色代表可吃子／移動，紅色代表不可吃子／移動）
| 等級 | 棋子名稱 |
| ---- | -------- |
| 7    |          |
| 6    |          |
| 5    |          |
| 4    |          |
| 3    |          |
| 2    |          |
| 1    |          |

### 玩法變體
是否具有以下變體，應於賽前雙方決定之。
- 新暗棋(砲無敵)：

1.砲翻山：包/炮可以跳過其上下左右的一個棋子（炮台）到一直線的任一空格上，可連吃任何子，但在一次有效發動攻擊的時間內不可轉彎、或倒退回吃。炮亦能隔一棋吃對方明棋後，再連續隔一棋吃對方明棋或暗棋；除暗棋翻開後為己外，只要是敵棋皆可吃，不受階級限制。
2.將/帥 > 士/仕 > 象/相 > 車/俥 > 馬/傌 > 包/砲 > 卒/兵 > 將/帥；
3.車一次一步，遇到前方無阻礙、且有跟自己一樣或比自己小的敵棋時(車/馬/包/卒)，車可1至8步一步擊殺，車可直走或橫走任意多步（不轉彎)，但不可吃比自己大的棋，可連續吃。
4.己方在自己的攻擊時間內，可選擇翻開任何一枚暗棋、或者己方明棋前進攻擊一步吃掉敵方旗子時；可再自由選擇是否單吃、或發動連吃(不可轉彎、或倒退回吃)；除了俥跟砲之外，其餘有血肉的人員(包含馬)，向前暗吃到比自己大的或踩中砲則視同踩中地雷自爆；若棋子之上下左右仍有對方明棋或暗棋且暗棋翻開後係敵棋，即可連續吃子，不論係對方明棋或暗棋，不受階級及數量限制，可一路吃下去，直至暗棋翻開後為己棋為止；
5.把對方的子吃完、或對方投降、或無路可走則視為勝利
6.本玩法有三大特點(刺激、技巧、運氣)；是目前國際象棋/中國象棋演化至今最好玩的玩法；擺脫西洋棋與大盤象棋 & 舊暗棋，只憑技巧經驗決定一切、經驗足、技巧高者從頭至尾輾壓全局、缺乏刺激性與可玩度；導致贏者一直想再玩，輸者不想再玩的弊病；本玩法靠技巧不一定會贏、運氣與技巧各佔一半
- 暗吃：一方吃其上下左右之一枚暗棋，若暗棋翻開後係敵棋，且比己棋小或平等，己棋存活，敵棋出場；若暗棋翻開後係對方棋子比己方明棋大，己棋出場，敵棋存活；若暗棋翻開為己棋，視為單純翻棋，二棋皆存活。炮亦能隔一棋吃暗棋，除翻開後為己棋外，只要是敵棋皆可吃，不受階級限制。
- 明棋連吃：一方吃掉對方明棋後，若棋子之上下左右仍有可吃之對方明棋，不受階級及數量限制，可一路吃下去；沒有吃子而選擇走空格則只能走一步，不能多步；若連殺後無子可吃則必須停在吃掉對方最後一子之處。炮亦能連續隔一棋吃明棋，只要是敵棋皆可吃，不受階級限制。
- 暗棋連吃：一方吃掉其上下左右之一枚暗棋，若暗棋翻開後係敵棋比己棋小或平等，即可連續吃子，直至吃到己棋或對方棋子比己方明棋大，己方出場為止；炮亦能連續隔一棋吃暗棋，除暗棋翻開後為己棋外，只要是敵棋皆可吃，不受階級限制；連吃暗棋後不可轉向連吃對方明棋。
- 明暗連吃：一方吃掉對方明棋後，若棋子之上下左右仍有對方明棋或暗棋且暗棋翻開後係敵棋，即可連續吃子，不論係對方明棋或暗棋，不受階級及數量限制，可一路吃下去，直至暗棋翻開後為己棋為止；炮亦能隔一棋吃對方明棋後，再連續隔一棋吃對方明棋或暗棋，除暗棋翻開後為己棋外，只要是敵棋皆可吃，不受階級限制。
- 暗明連吃：一方吃其上下左右之一枚暗棋後，若棋子之上下左右仍有暗棋且暗棋翻開後係敵棋或對方明棋，即可連續吃子，不論係暗棋或對方明棋，不受階級及數量限制，可一路吃下去，直至暗棋翻開後為己棋為止；炮亦能隔一棋吃暗棋後，再連續隔一棋吃暗棋或對方明棋，除暗棋翻開後為己棋外，只要是敵棋皆可吃，不受階級限制。
- 馬走日：和大盤走法相同，馬在其上下左右無棋子阻擋時，可直走一步後，再往左或右斜走一步，且不受階級限制吃子；直走一步有吃子時，不可吃比自己大的棋。
- 車走直：和大盤走法相同，車可直走或橫走任意多步（不轉彎），在一步以上而且有吃子時，不受階級限制吃子；直走一步有吃子時，不可吃比自己大的棋。
- 炮翻山：砲〔包〕／炮可以跳過其上下左右的一個棋子（炮台）到一直線的任一空格上。

### 其他玩法
1. 部份地區的「砲〔包〕／炮」可直接吃其上下左右的棋子，且僅能吃砲〔包〕／炮、卒／兵，沒有翻山吃子的玩法。
2. 將、士、象可走斜線。